# كيفي
كيفي هي منطقة حكم محلي في ولاية نصراوة في نيجيريا، مركزها مدينة كيفي.
تبلغ مساحتها 138 كم مربع وعدد سكانها كان حوالي 92,664 حسب إحصاء عام 2006. أما رمزها البريدي فهو 961.